# لو مول
شهر لو مول (به فرانسوی: Le Moule) در شهرستان جزیره گوادلوپ در ناحیه جزیره گوادلوپ با جمعیت ۲۱٬۰۲۷ نفر در کشور فرانسه واقع شده‌است